# Quinwood
Quinwood és una població dels Estats Units a l'estat de Virgínia de l'Oest. Segons el cens del 2000 tenia 435 habitants.

## Demografia
Segons el cens del 2000, Quinwood tenia 435 habitants, 169 habitatges, i 126 famílies. La densitat de població era de 342,8 habitants per km².
Dels 169 habitatges en un 33,1% hi vivien nens de menys de 18 anys, en un 59,8% hi vivien parelles casades, en un 11,8% dones solteres, i en un 24,9% no eren unitats familiars. En el 21,3% dels habitatges hi vivien persones soles el 9,5% de les quals corresponia a persones de 65 anys o més que vivien soles. El nombre mitjà de persones vivint en cada habitatge era de 2,57 i el nombre mitjà de persones que vivien en cada família era de 2,98.
Per edats la població es repartia de la següent manera: un 23,9% tenia menys de 18 anys, un 7,6% entre 18 i 24, un 26,2% entre 25 i 44, un 23,2% de 45 a 60 i un 19,1% 65 anys o més.
L'edat mediana era de 40 anys. Per cada 100 dones de 18 o més anys hi havia 89,1 homes.
La renda mediana per habitatge era de 21.705 $ i la renda mediana per família de 24.196 $. Els homes tenien una renda mediana de 25.179 $ mentre que les dones 19.250 $. La renda per capita de la població era d'11.911 $. Entorn del 22,9% de les famílies i el 26,9% de la població estaven per davall del llindar de pobresa.

## Poblacions més properes
El següent diagrama mostra les poblacions més properes.